# Teorija razumne akcije
Teorija razumne akcije ili teorija razumnog delovanja (eng.The theory of reasoned action)je konstrukt dva autora - Iceka Ajzena i Martina Fishbejna 1975. i 1980.. Po autorima teorije dobrovoljno ponašanje osobe zavisi od njegovog/njenog stava prema radnji i subjektivnog stava o istoj. Subjektivan stav ili norma je u suštini percepcija reakcije i mišljenja drugih o radnji. 
Zajedno ova dva faktora dovode do namere o ponašanju odnosno delanja u krajnjoj instanci (Ponašanje=Stav + subjektivne norme).
Autori ističu da efekat subjektivnih normi na ponašanje individue zavisi od značaja koji osoba pripisuje mišljenju drugih (ako nekoj individui nije stalo do mišljenja drugih, ta osoba neće ni razmatrati subjektivne norme pri donošenju odluke).
praktično za svaku osobu bi trebalo untvrditi koji je intezitet subjektivnih normi, a koji stava pri proceni da li će ta individua učiniti nešto.

## Primenjivost teorije u praksi
"Teorija razumene akcije je privukla značajnu pažnju posebno u oblasti ponašanja potrošača, uglavnom opravdano.

Model na samo da predviđa namere i ponašanje potrošača  prilikčno dobro već i daje prilično dobru i jednostavnu osnovu za utvrđivanje načina i trenutka kada i kao treba pokušati uticati na ponašanje potrošača"(Sheppard, Hartwick, & Warshaw, 1988, p. 325).